# عملیات فتح ۸
عملیات فتح ۸ عملیاتی چریکی در دوران جنگ ایران و عراق است که شامگاه ۲۸ تیر ۱۳۶۶ با هدف انهدام اماکن تأسیساتی و پایگاه‌های نظامی عراق و حمایت از اتحادیه میهنی کردستان انجام شد. به علت عمق زیاد نفوذ در خاک عراق، از این عملیات به عنوان «عمیق‌ترین عملیات کماندویی در خاک عراق» یاد می‌شود.

## پیشینه
بهار سال ۱۳۶۵ شورای عالی دفاع، همکاری سپاه با کردهای معارض عراقی را تصویب کرد و از آن پس، همکاری قرارگاه رمضان با آن‌ها تقویت شد. بدین ترتیب، سلسله عملیات‌های «فتح» برای نفوذ و ضربه در عمق خاک عراق طراحی گردید. تا آن روز، عملیات فتح ۱ (موسوم به عملیات کرکوک) بزرگترین بستر همکاری قرارگاه رمضان و اتحادیه میهنی کردستان عراق بود. با انجام این عملیات، عراق مجبور به اعزام حداقل یک یا دو لشکر خود به کردستان شده و نیز ضربه اقتصادی گسترده‌ای به عراق در استان کرکوک وارد می‌شد.

## عملیات
نیروی عمل‌کننده در این عملیات یعنی گردان مالک‌اشتر تیپ ۶۶ نیروهای ویژه هوابرد با یک کشته (حسین ترکمن‌پری) و چهار مجروح عملیات ویژهٔ خود را در فاز تک‌مستقیم با بهره‌گیری از نیروهای تکاور و نیز فاز تک ادواتی با بهره‌گیری از نیروهای راکت‌انداز مینی کاتیوشا و خمپاره‌انداز ۱۲۰ میلی‌متری در ارتفاعات کانیکا و قلعهٔ کانیکا در شمال شهر اتروش اجرا کردند. محمد ناظری و نورعلی شوشتری از تکاوران حاضر در این عملیات بودند.
تصاویری از این عملیات برای نخستین بار در سال ۱۳۹۱ توسط یکی از مجروحین این عملیات به نام حسن عباسی منتشر شد.

## نتایج عملیات
1. سقوط و انهدام بیش از ۴۰ پایگاه و مقر حفاظتی در منطقه
2. انهدام مرکز آتش‌بار توپ‌خانهٔ شهر اتروش
3. انهدام سازمان امنیت مرکز حزب بعث و مقر جیش الشعبی شهر اتروش.
4. انهدام بخشی از تجهیزات نظامی عراق در منطقه از جمله ۳۵ دستگاه خودرو سبک و نیمه‌سنگین نظامی، ۴ خودرو حامل مهمات و یک انبار مهمات، ۷ قبضه خمپاره‌انداز، ۲ قبضه دوشکا و ۲ قبضه ضدهوایی
5. تعداد کشته‌ها و زخمی‌های عراق: بیش از ۸۰۰ نفر
6. تعداد اسرای عراق در این عملیات: ۳۰ نفر[۶]